# Stade Tulpar
Le stade Tulpar (en russe : Стадион «Тулпар») est un stade de rugby à XV de 3 275 places situé à Kazan, en Russie. 

## Histoire
Le stade est inauguré en 2011. Il est situé au sud de la ville, dans le raïon de Privolzhsky. Son nom vient du tatar et signifie Pégase. Le complexe contient deux terrains destinés au rugby, le principal ayant une capacité de 3 275 places.
Le stade a accueilli les épreuves de rugby à XV lors de l'universiade d'été de 2013. De 2015 à 2018, il accueille une étape des Seven's Grand Prix Series féminin. Il est aujourd'hui le stade de l'équipe professionnelle du Strela Kazan.